# カンプチア共産党
カンプチア（カンボジア）共産党（クメール語: គណបក្សកុំមុយនីសកម្ពុជា; CPK）とは、かつて存在したカンボジアの政党。
設立時の名称はクメール人民革命党（英: Khmer People's Revolutionary Party）であったが、程なく改称されている。

## 概説
1951年、旧インドシナ共産党のクメール人居住地における後継政党として、クメール人民革命党の名称で設立される。設立前後の党史については諸説が混在しており、正確な設立日についても歴史学者の意見は一致していない。後に党名をカンプチア（カンボジア）共産党（クメール語: គណបក្សកុំមុយនីសកម្ពុជា; CPK）に改め、トゥー・サモットが初代書記長に選出された。ヨーロッパから波及した共産主義を基本としつつも、都市部ではなく農村共同体を社会の中心と考える農村社会主義もイデオロギーとして掲げられた。また労働者や農民など下層民からの支持に加えて、クメール人のナショナリズムを大事な支持基盤としていた。
カンプチア共産党は、国王ノロドム・シハヌーク率いるカンボジア王国内の政争やベトナム戦争、カンボジア内戦などを通じて勢力を伸ばし、最終的に民主カンプチアを成立させた。並行して党内では第2代書記長サロット・サル（ポル・ポト）による粛清で独裁体制が構築され、党内の反ポル・ポト派はベトナムなど周辺国に亡命してカンボジア人民党を結党した。この頃からカンプチア共産党内のポル・ポト派はクメール・ルージュの俗称で呼ばれるようになった。
カンボジア・ベトナム戦争で民主カンプチアがベトナム社会主義共和国に敗北し、新たにカンボジア人民党によるカンプチア人民共和国が成立すると、ポル・ポトを筆頭とするクメール・ルージュ体制を支持する勢力は反政府軍を組織した。ベトナムとソ連の勢力拡大に反感を持つアメリカと中国の支援を受け、反共勢力やクメール人民族主義者と協力して反政府運動を展開する中、ポル・ポトはより広範な反ベトナム・反ソ同盟を構築すべく1981年にカンプチア共産党を解散した。新たに社会民主主義を掲げる民主カンプチア党が結党され、これによってカンプチア共産党とクメール・ルージュという名称は一致しなくなった。

## 後継政党
その後、冷戦崩壊で西側の支援が途絶えた事で反ベトナム勢力は苦境が続き、国際連合カンボジア暫定統治機構による1993年カンボジア国民議会選挙では民主カンプチア党を中心としたカンプチア国家統一党を設立して参加を検討したが、結局は選挙のボイコットを宣言した。選挙後に立憲君主制が採用されてノロドム・シハヌークが復帰するとカンプチア国家統一党は非合法政党として解散を命じられた。1996年までにはクメール・ルージュ系の武装勢力は大部分が掃討され、潜伏していたポル・ポトも1998年に死亡した。
途中でカンプチア共産党から分派した（彼ら自身はクメール人民革命党時代の後継を自称している）カンボジア人民党は現在もカンボジア政界の主導権を握り、首相や閣僚を輩出している。